# Sinoniscus macrolepis
Sinoniscus macrolepis è un pesce osseo estinto, forse appartenente ai paleonisciformi. Visse nel Permiano superiore (circa 259 - 252 milioni di anni fa) e i suoi resti fossili sono stati ritrovati in Cina.

## Descrizione
Questo pesce era di medie dimensioni e non doveva superare i 30 centimetri di lunghezza. Era dotato di un corpo fusiforme ma piuttosto robusto, con una pinna dorsale piuttosto grande, di forma triangolare e posta appena dietro la metà del corpo. La pinna anale, di forma e dimensioni simili a quella dorsale, era leggermente arretrata. La pinna caudale era ampia e dotata di due lobi di dimensioni quasi identiche. Le scaglie di Sinoniscus ricoprivano tutto il corpo dell'animale ed erano organizzate in file oblique; erano di forma romboidale e ricoperte da uno spesso strato di ganoina.

## Classificazione
Sinoniscus è un pesce attinotterigio arcaico, generalmente ascritto ai paleonisciformi, un gruppo di pesci ossei raggruppante numerose forme del Paleozoico e alcune forme del Mesozoico. In particolare, Sinoniscus è stato ascritto alla famiglia Rhabdolepididae (Willomorichthyidae), comprendente altre forme ben note come Rhabdolepis e Willomorichthys.
Sinoniscus venne descritto per la prima volta nel 1978, sulla base di resti fossili ritrovati in Cina, in Zungaria, nella provincia dello Xinjiang. 